# Neger, Neger, Schornsteinfeger!
Neger, Neger, Schornsteinfeger! ( Negro, Negro, Limpador de Chaminés! ) é a adaptação cinematográfica da autobiografia do jornalista e autor alemão Hans-Jürgen Massaquoi.
O filme é dividido em dois capítulos e conta a história real do jovem Hans, filho mestiço que vive em plena ascensão do regime nazista. Teve sua estreia em outubro de 2006 e foi filmado em
Düren, Wittenberg e Hamburgo. O longa é uma adaptação do livro Destined to Witness - Growing Black in The Nazi Germany.

## Sinopse
Hans-Jürgen Massaquoi nasceu em Hamburgo em 1926, filho da enfermeira alemã Bertha Baetz e o príncipe da Libéria Dublin Al Haj Massaquoi.  Seu avô paterno é Momolu Massaquoi, cônsul-geral da Libéria em Hamburgo e o primeiro diplomata de um país Africano na Alemanha.
Depois de ter tido uma curta vida luxuosa e despreocupada na casa de campo de seu avô, Hans-Jürgen vive o resto de sua infância com sua mãe em um bairro de classe operária de Hamburg, Barmbek-Sul. Lá ele conhece Klaus Mahnke e Fiete Petersen, que se tornariam seus melhores amigos. Enquanto sua mãe trabalha como enfermeira durante a noite, Hans fica com Elaine Carmen, que é considerada membro da familia. Por causa de sua cor de pele, o rapaz teve que passar por inúmeros problemas, já que o regime do Terceiro Reich era emergente. Mesmo com bom desempenho na escola, o jovem era ridicularizado pelo diretor e por alguns dos seus companheiros. Sua mãe namora com o chefe do hospital a qual ela trabalha chamado Franz que gosta jovem e muita das vezes age como uma figura paterna para o mesmo, mas diante de seus amigos ele demonstra ter uma certa vergonha da cor da pele da criança. Mais tarde, Hans-Jürgen se apaixona pela loira Evchen John e com a sua ajuda e de muitas outras pessoas amáveis, Hans e sua mãe tem que lutar contra os preconceitos e tentar sobreviver durante o período de guerra, já que até mesmo locais de abrigo lhes foram negados.

## Elenco
- Veronica Ferres .... Bertha Baetz
- Thando Walbaum .... Hans-Jürgen Massaquoi - De 14 a 19 Anos
- Petra Kelling .... Elisabeth Möller
- Michael Ginsburg .... Walter Lehmann
- Götz Schubert .... Franz Wahl
- Charly Hübner .... Polizist Reesen
- Adrian Topol .... Ernst Kröger
- Tim Wilde .... Treinador de Boxe - Rudi
- Lea Fassbender .... Evchen John
- Frederick Lau .... Fiete Petersen

## Repercussão
Neger, Neger, Schornsteinfeger foi um grande sucesso na Alemanha, mantendo-se no topo da lista de best-seller do semanário alemão Der Spiegel por vários meses.

## Web-Links
Biografia de Hans J. Massaquoi (Em Alemão):
http://www.spiegel.de/kultur/literatur/neger-neger-schornsteinfeger-autor-hans-juergen-massaquoi-ist-tot-a-878892.html
Registro na Biblioteca Americana:
http://www.loc.gov/loc/lcib/0003/black_nazi.html
Registro no IMDB:
http://www.imdb.com/title/tt0464129/